# Lipowiec (województwo dolnośląskie)
Lipowiec – wieś w Polsce położona w województwie dolnośląskim, w powiecie górowskim, w gminie Niechlów.

## Podział administracyjny
W latach 1975–1998 miejscowość administracyjnie należała do województwa leszczyńskiego.

## Położenie
Przez środek wsi przepływa kanał, który wpada do pobliskiej rzeki Barycz.